# Jakub Grigar
Jakub Grigar (* 27. April 1997 in Liptovský Mikuláš) ist ein slowakischer Kanute.

## Karriere
Jakub Grigar nahm 2014 an den Olympischen Jugend-Sommerspielen in Nanjing teil, bei denen er im Kanuslalom im Einer-Kajak die Silbermedaille gewann. Ein Jahr darauf sicherte er sich mit der Kajak-Mannschaft bei den Weltmeisterschaften in London ebenfalls Silber und wiederholte diesen Erfolg 2021 in Bratislava.
Dazwischen startete Grigar bei zwei Olympischen Spielen. Seine erste Teilnahme erfolgte 2016 in Rio de Janeiro, wo er die Vorrunde im Einer-Kajak auf dem vierten Platz abschloss und ins Halbfinale einzog, das er auf dem ersten Platz beendete. Im Endlauf erzielte er mit 89,43 Punkten das fünftbeste Resultat und verpasste so um eine halbe Sekunde die Medaillenplätze. Die 2021 ausgetragenen Olympischen Spiele 2020 in Tokio verliefen erfolgreicher. Nach Rang acht in den Vorläufen folgte ein vierter Platz im Halbfinale, den er im Finallauf nochmals verbesserte, nachdem ihm die zweitschnellste Laufzeit gelungen war. Damit gewann er hinter Jiří Prskavec aus Tschechien und vor dem Deutschen Hannes Aigner die Silbermedaille.